# 威爾頓 (新罕布什爾州)
威爾頓（英語：Wilton）是一個位於美國新罕布什爾州希爾斯波羅縣的鎮。

## 人口
根據2020年美國人口普查的數據，威爾頓的面積為66.57平方千米，當中陸地面積為66.33平方千米，而水域面積為0.23平方千米。當地共有人口3896人，而人口密度為每平方千米59人。